# Rhododendron neriiflorum
Rhododendron neriiflorum är en ljungväxtart som beskrevs av Adrien René Franchet. Rhododendron neriiflorum ingår i släktet rododendron, och familjen ljungväxter.

## Underarter
Arten delas in i följande underarter:
- R. n. agetum
- R. n. appropinquans

## Bildgalleri

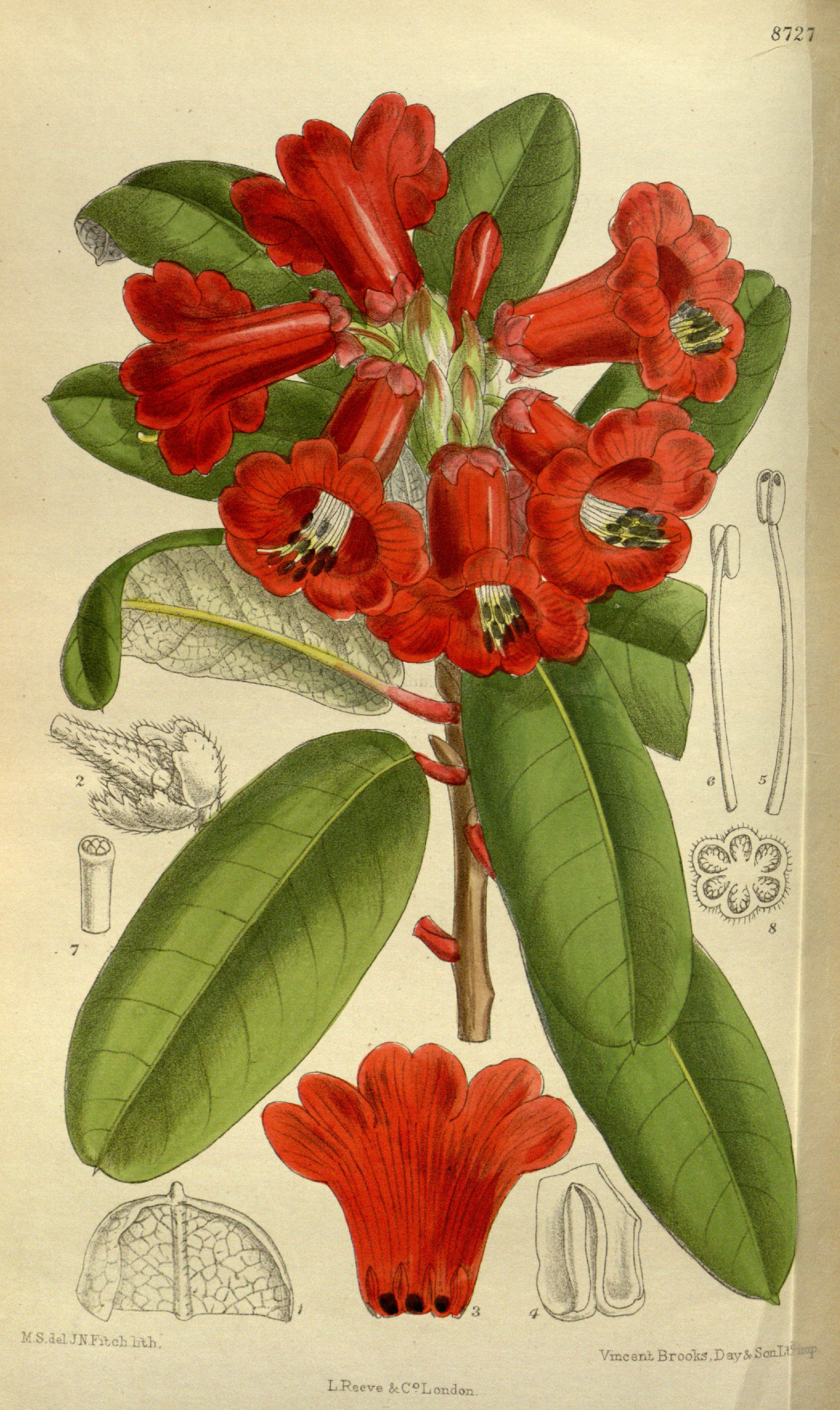